# Graham Weir
Graham Weir (ur. 10 lipca 1984 w Harthill) – szkocki piłkarz grający na pozycji napastnika.

## Kariera
Weir piłkarską karierę rozpoczął w klubie Heart of Midlothian w roku 2000. Grał tam nieprzerwanie przez sześć lat. Następnie został wypożyczony do Queen of the South. Po sezonie wrócił do Hearts.
Piłkarz w drużynie słynie ze strzelania goli w ostatnich minutach spotkań. W derbach Edynburga, dnia 2 stycznia 2003 roku, strzelił dwa gole w 89 i 92 minucie, gdy jego drużyna przegrywała 2:4. Strzelił jeszcze dwa gole w ciągu 42 sekund co dało wynik ostateczny w tym spotkaniu 4:4. Od 2007 do 2011 gracz Raith Rovers. W kolejnych latach występował w Brechin City, Stirling Albion oraz Linlithgow Rose.
W Scottish Premier League rozegrał 68 spotkań i zdobył 6 bramek.